# Édouard Roederer
Pour les articles homonymes, voir Roederer.
Édouard Roederer (né Alphonse Édouard Othon Roederer le 21 avril 1838 à Strasbourg et mort le 13 juin 1899 dans la même ville) est un architecte municipal et inspecteur des travaux publics français, auteur de nombreuses réalisations dans sa ville natale,.

## Biographie
Édouard Roederer est issu d'une famille luthérienne venue de Bavière au moment de la Réforme pour se fixer à Strasbourg. Après des études à Paris, il effectue toute sa carrière comme architecte municipal à Strasbourg, collaborant avec Johann Karl Ott et Jean Geoffroy Conrath. En tant qu'inspecteur des travaux publics (Stadtbauinspektor), il participe à la reconstruction des bâtiments publics détruits lors des bombardements de 1870. On lui doit notamment la construction de la clinique Adassa (1885), au no 13 de la place de Haguenau, de l'École des arts décoratifs (1892) et de son monument aux morts, mais surtout d'immeubles privés, dont plusieurs sont orientés vers la place Broglie, tels que le siège des Assurances Rhin-et-Moselle, abritant une librairie, ou celui du Crédit foncier d'Alsace et de Lorraine, désormais occupé par un café. Parmi ses fleurons figure la « maison Holtzapfel » (1889), du nom de son propriétaire, au no 6, rue du Général-Gouraud.
Son frère cadet, Edmond Roederer (1843-1913), fut également architecte. Les deux frères étaient domiciliés au no 6, rue de Haguenau, un immeuble de 1880, dont ils étaient les maîtres d'ouvrage.

Réalisations majeures.
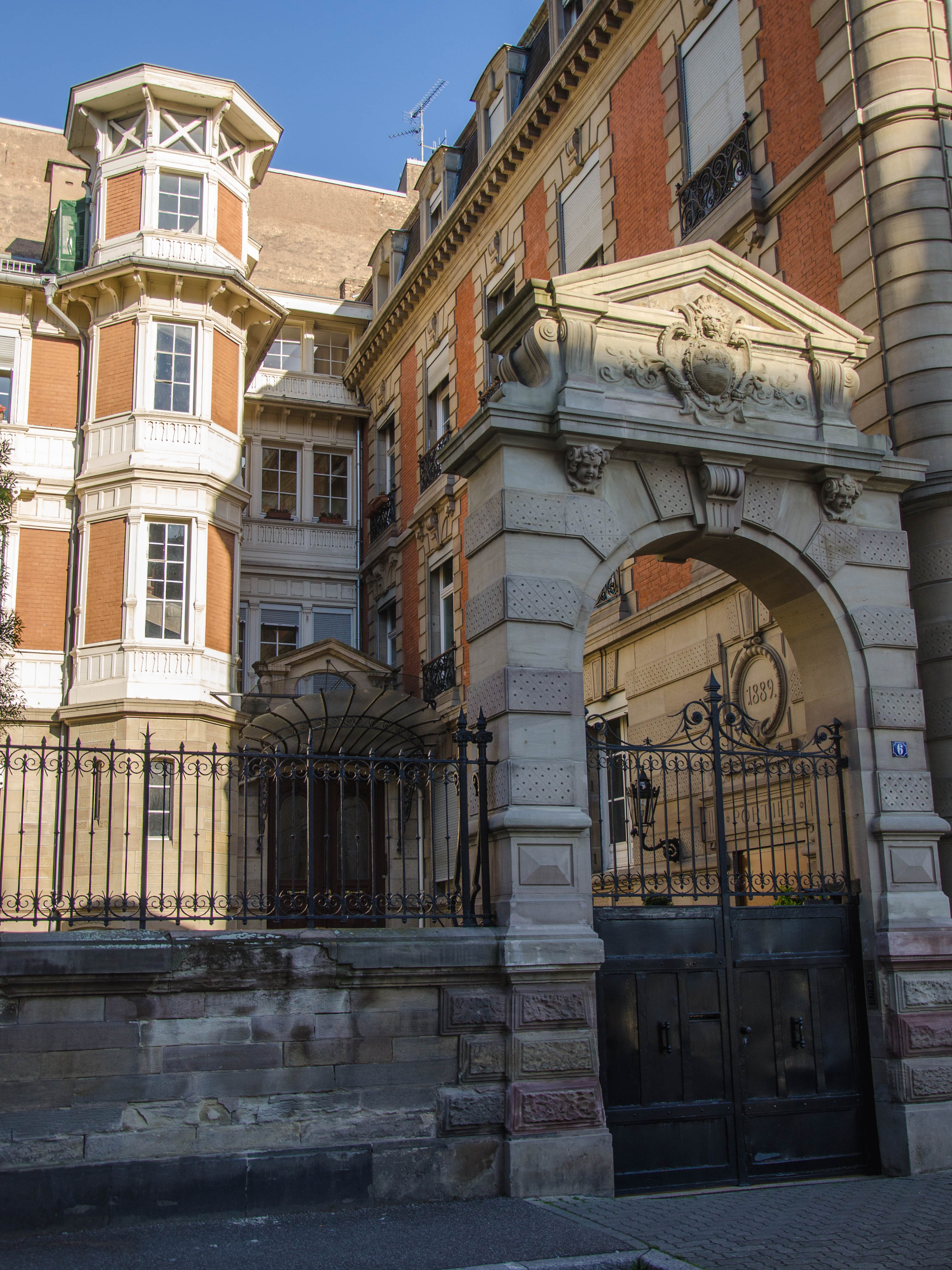
Maison Holtzapfel.
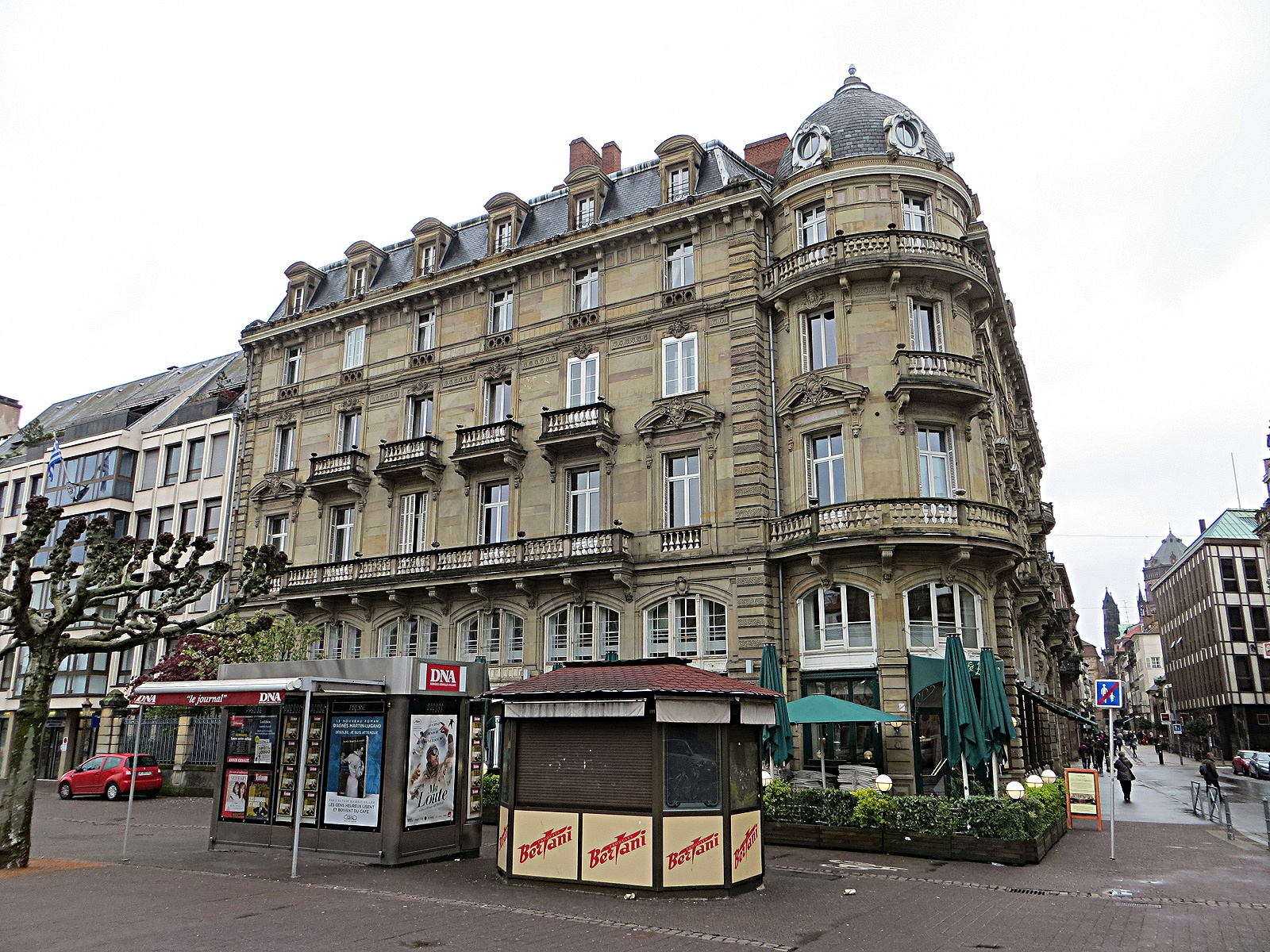
Ancien siège du Crédit foncier d'Alsace et de Lorraine.
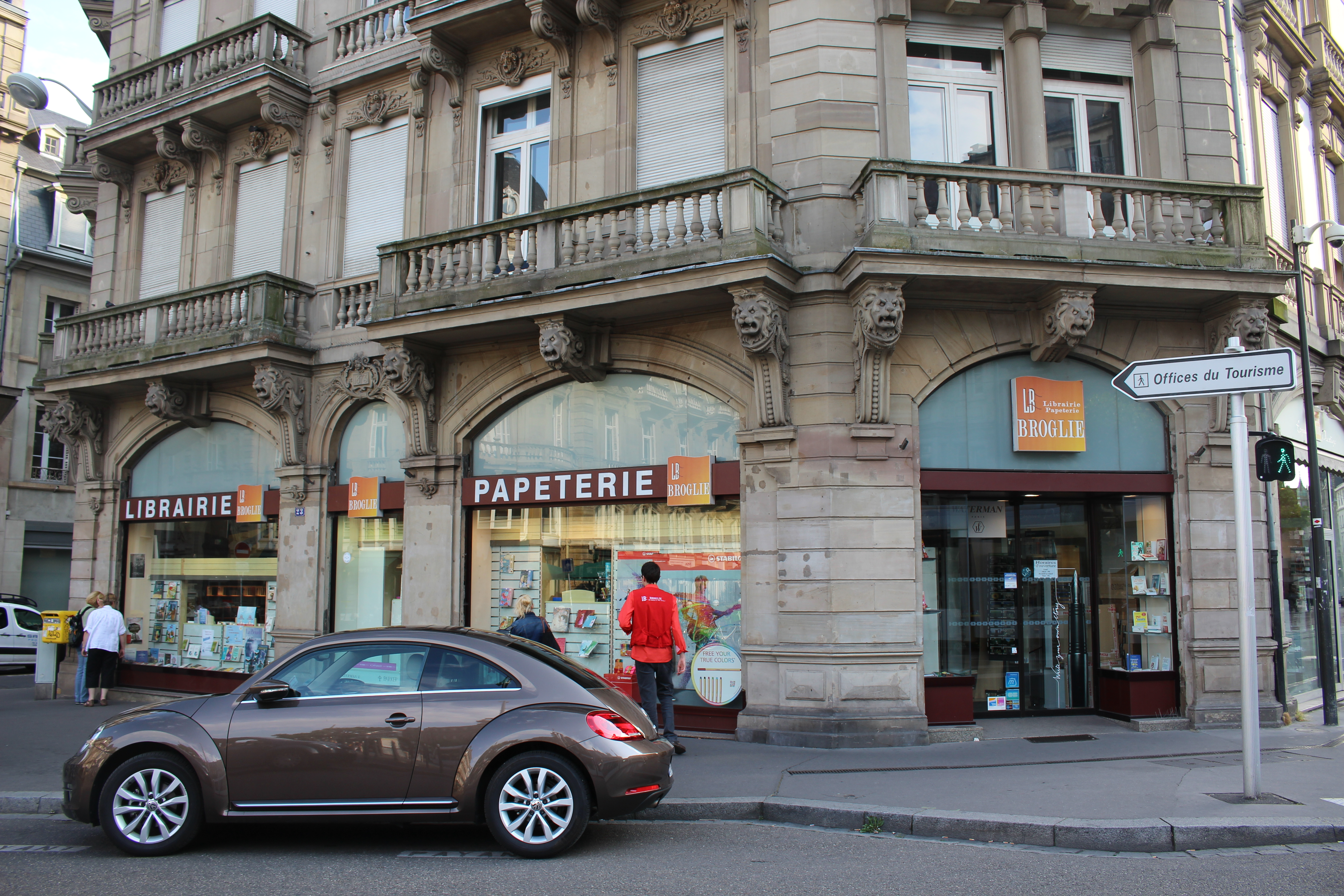
Ancien siège des assurances Rhin-et-Moselle.
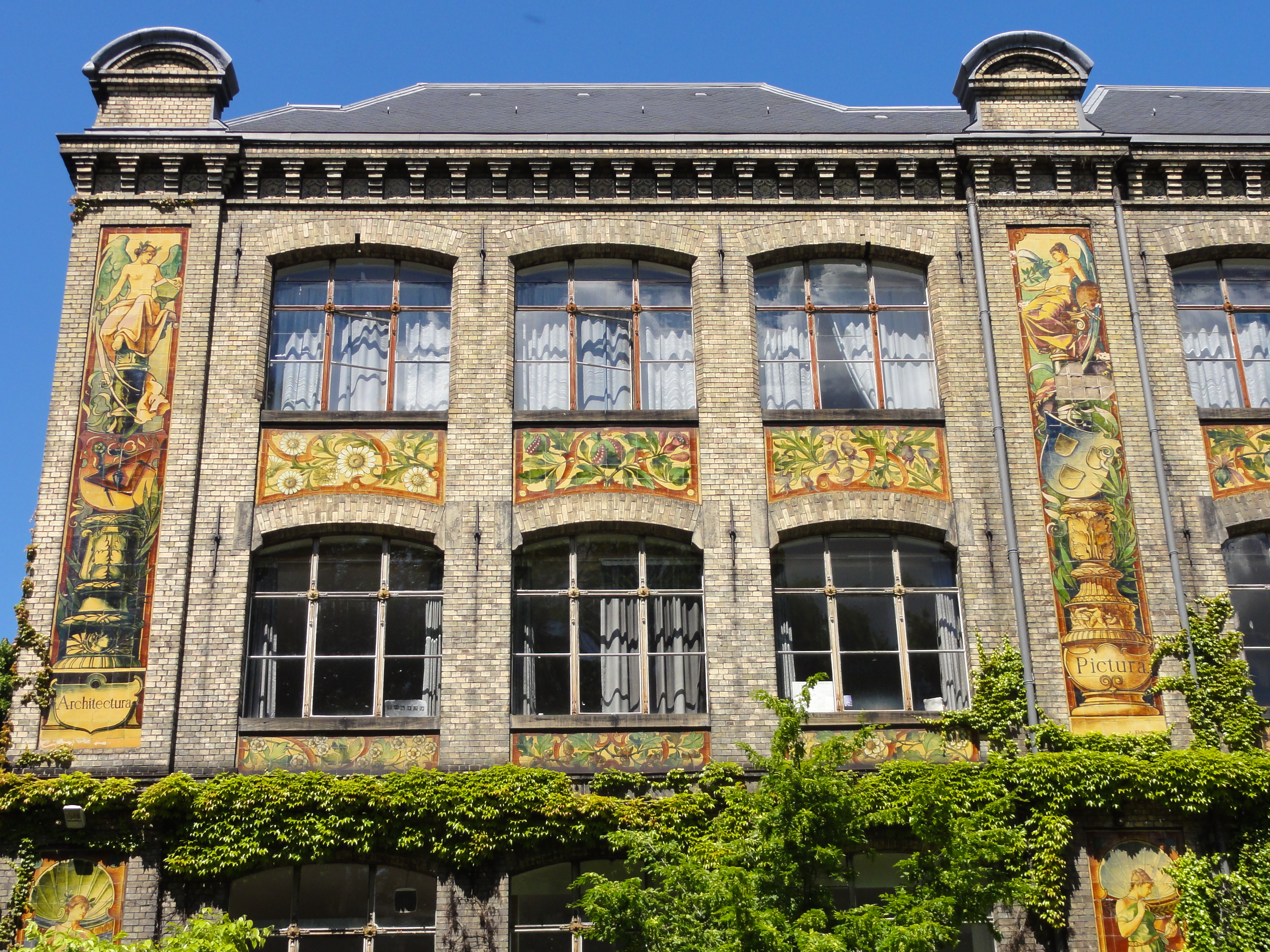
École des arts décoratifs.
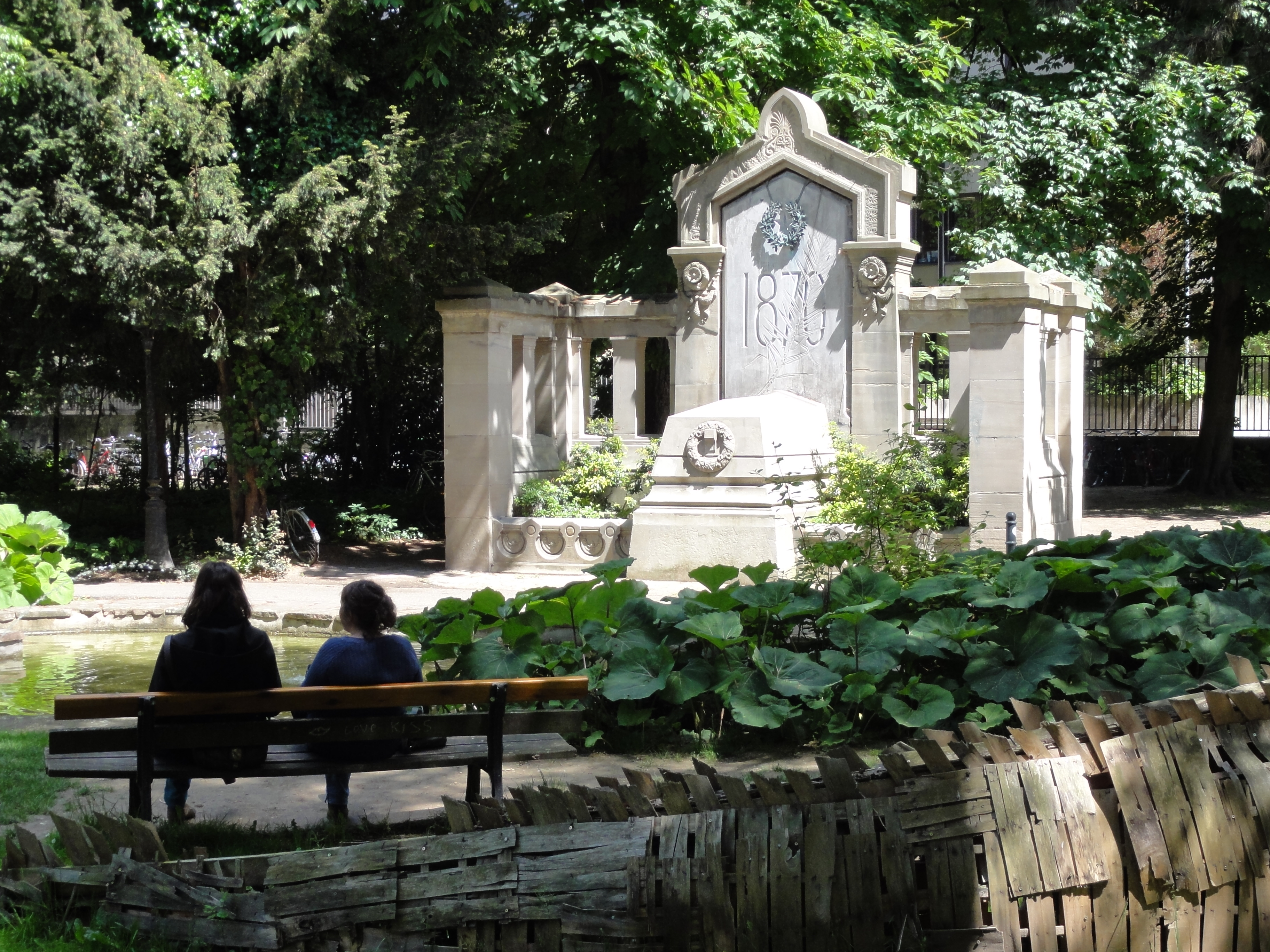
Monument aux morts dans la cour de l'école.